# Єсениці (Словенія)
Єсениці (словен. Jesenice) — поселення в общині Єсениці, Горенський регіон, Словенія. Висота над рівнем моря: 576,3 м.

## Відомі особистості
В поселенні народилися:
- Антон Гале (1944—2018) — югославський хокеїст, воротар та хокейний тренер.
- Бісерка Цвеїч (1923—2021) — югославська та сербська оперна співачка.
- Лучка Кайфеж Боґатай (* 1957) — словенський кліматолог